# Arrondissement du Mans
L'arrondissement du Mans est une division administrative française, située dans le département de la Sarthe et la région Pays de la Loire.

## Composition

### Composition avant 2015
- Canton d'Allonnes
- Canton de Ballon
- Canton d'Écommoy
- Canton du Mans-Centre (et ancien premier canton du Mans)
- Canton du Mans-Est-Campagne (et ancien deuxième canton du Mans)
- Canton du Mans-Nord-Campagne
- Canton du Mans-Nord-Ouest (et ancien troisième canton du Mans)
- Canton du Mans-Nord-Ville
- Canton du Mans-Ouest
- Canton du Mans-Sud-Est
- Canton du Mans-Sud-Ouest
- Canton du Mans-Ville-Est

### Découpage communal depuis 2015
Depuis 2015, le nombre de communes des arrondissements varie chaque année soit du fait du redécoupage cantonal de 2014 qui a conduit à l'ajustement de périmètres de certains arrondissements, soit à la suite de la création de communes nouvelles. Le nombre de communes de l'arrondissement du Mans est ainsi de 48 en 2015, 47 en 2016 et 45 en 2019.
Au 1er janvier 2024, l'arrondissement groupe les 45 communes suivantes :
1. Aigné
2. Allonnes
3. Arnage
4. Ballon-Saint Mars
5. La Bazoge
6. Brette-les-Pins
7. Challes
8. Champagné
9. Changé
10. La Chapelle-Saint-Aubin
11. Chaufour-Notre-Dame
12. Coulaines
13. Courcebœufs
14. Écommoy
15. Fay
16. La Guierche
17. Joué-l'Abbé
18. Laigné-en-Belin
19. Le Mans
20. Marigné-Laillé
21. La Milesse
22. Moncé-en-Belin
23. Montbizot
24. Mulsanne
25. Neuville-sur-Sarthe
26. Parigné-l'Évêque
27. Pruillé-le-Chétif
28. Rouillon
29. Ruaudin
30. Saint-Biez-en-Belin
31. Saint-Georges-du-Bois
32. Saint-Gervais-en-Belin
33. Sainte-Jamme-sur-Sarthe
34. Saint-Jean-d'Assé
35. Saint-Mars-d'Outillé
36. Saint-Ouen-en-Belin
37. Saint-Pavace
38. Saint-Saturnin
39. Sargé-lès-le-Mans
40. Souillé
41. Souligné-sous-Ballon
42. Teillé
43. Teloché
44. Trangé
45. Yvré-l'Évêque

## Démographie
En 2022, l'arrondissement comptait 268 018 habitants.
| 1968    | 1975    | 1982    | 1990    | 1999    | 2006    | 2011    | 2016    | 2021    |
| ------- | ------- | ------- | ------- | ------- | ------- | ------- | ------- | ------- |
| 211 101 | 238 238 | 244 182 | 248 528 | 255 080 | 259 722 | 262 565 | 265 315 | 267 560 |

| 2022    | - | - | - | - | - | - | - | - |
| ------- | - | - | - | - | - | - | - | - |
| 268 018 | - | - | - | - | - | - | - | - |

## Histoire
Le 13 février 2006, l'arrondissement du Mans a été amputé de 11 cantons au profit des deux autres arrondissements du département. Ce redécoupage « rééquilibre les dimensions géographique et démographique de ces arrondissements, consécutivement à l'évolution du département et à la création de structures de coopération intercommunale ; [il] répond ainsi aux besoins de l'aménagement du territoire en prenant en compte la composition des pays, territoires de projet, telle qu'elle apparaît au premier janvier 2006. »